# 第58独立自動車化歩兵旅団 (ウクライナ陸軍)
第58独立自動車化歩兵旅団（だい58どくりつじどうしゃかほへいりょだん、ウクライナ語: 58-ма окрема мотопіхотна бригада、略称：58 ОМПБр）は、ウクライナ陸軍の旅団。第16軍団隷下。

## 概要

### ドンバス戦争
2015年2月17日、ドンバス戦争の影響に伴い、第1独立戦車旅団隷下の第13独立自動車化歩兵大隊、第92独立機械化旅団隷下の第15独立自動車化歩兵大隊、第16独立自動車化歩兵大隊を基幹にスームィ州で創設された。
2016年2月からドンバス戦争で東部ドネツィク州に配備された。
2019年5月6日、ペトロ・ポロシェンコ大統領より、名誉称号「イヴァン・ヴィホーウシキー」を授与された。

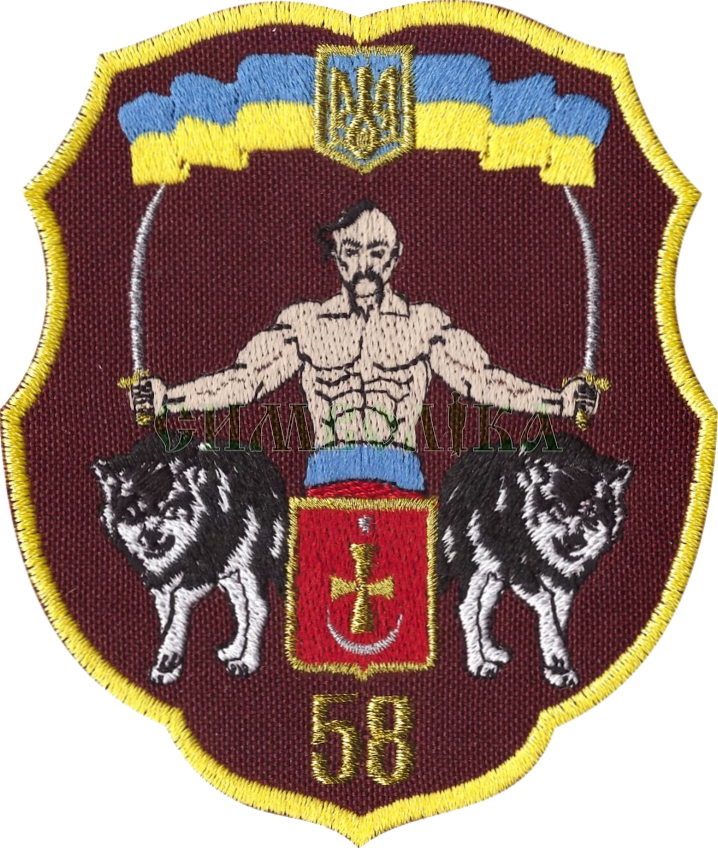
旧第58独立自動車化歩兵旅団章
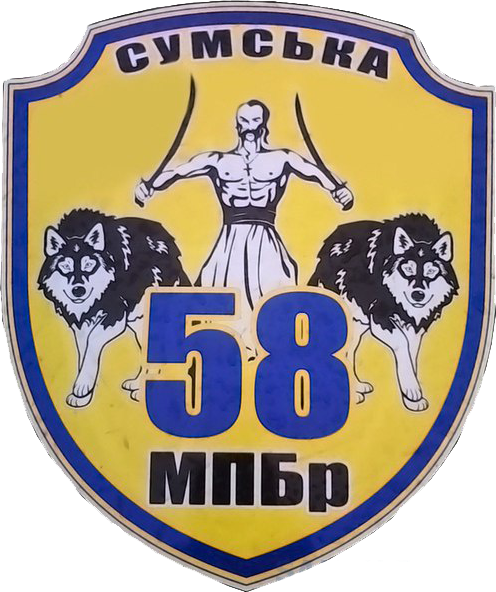
旧第58独立自動車化歩兵旅団章
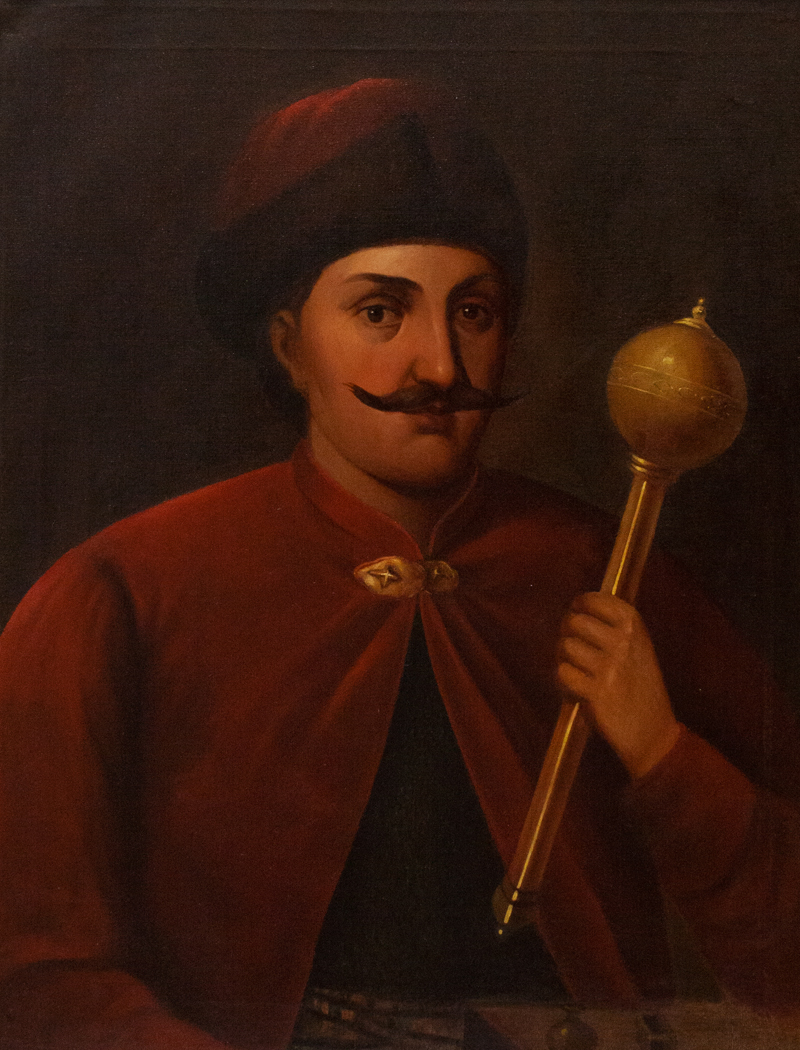
イヴァン・ヴィホーウシキー
イヴァン・ヴィホーウシキーの紋章

## ギャラリー

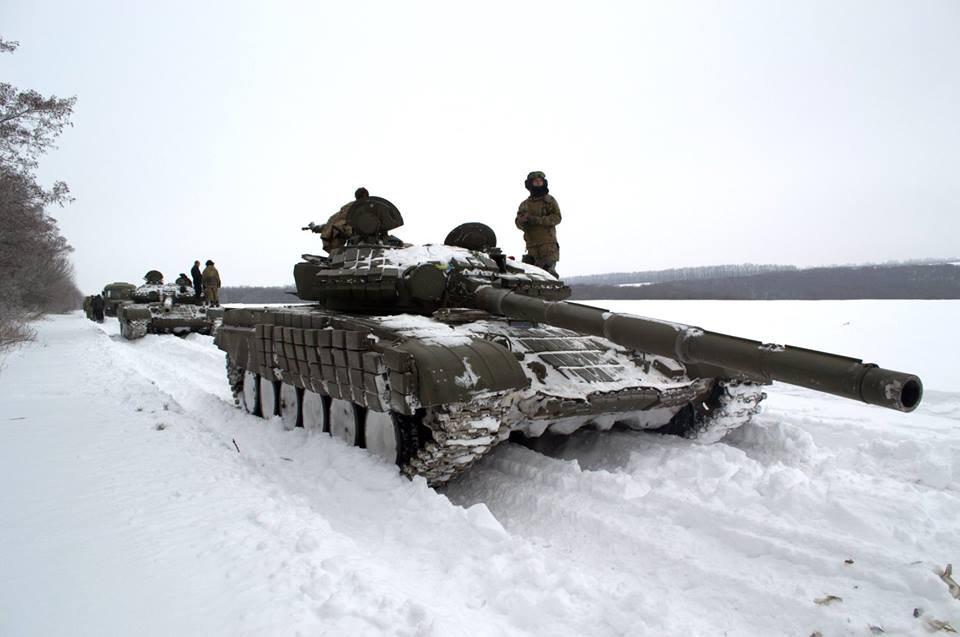
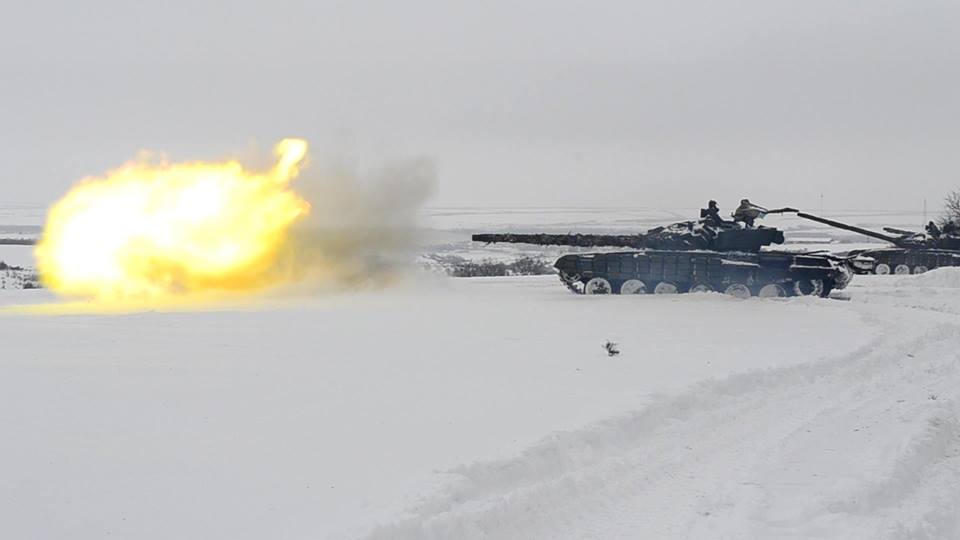
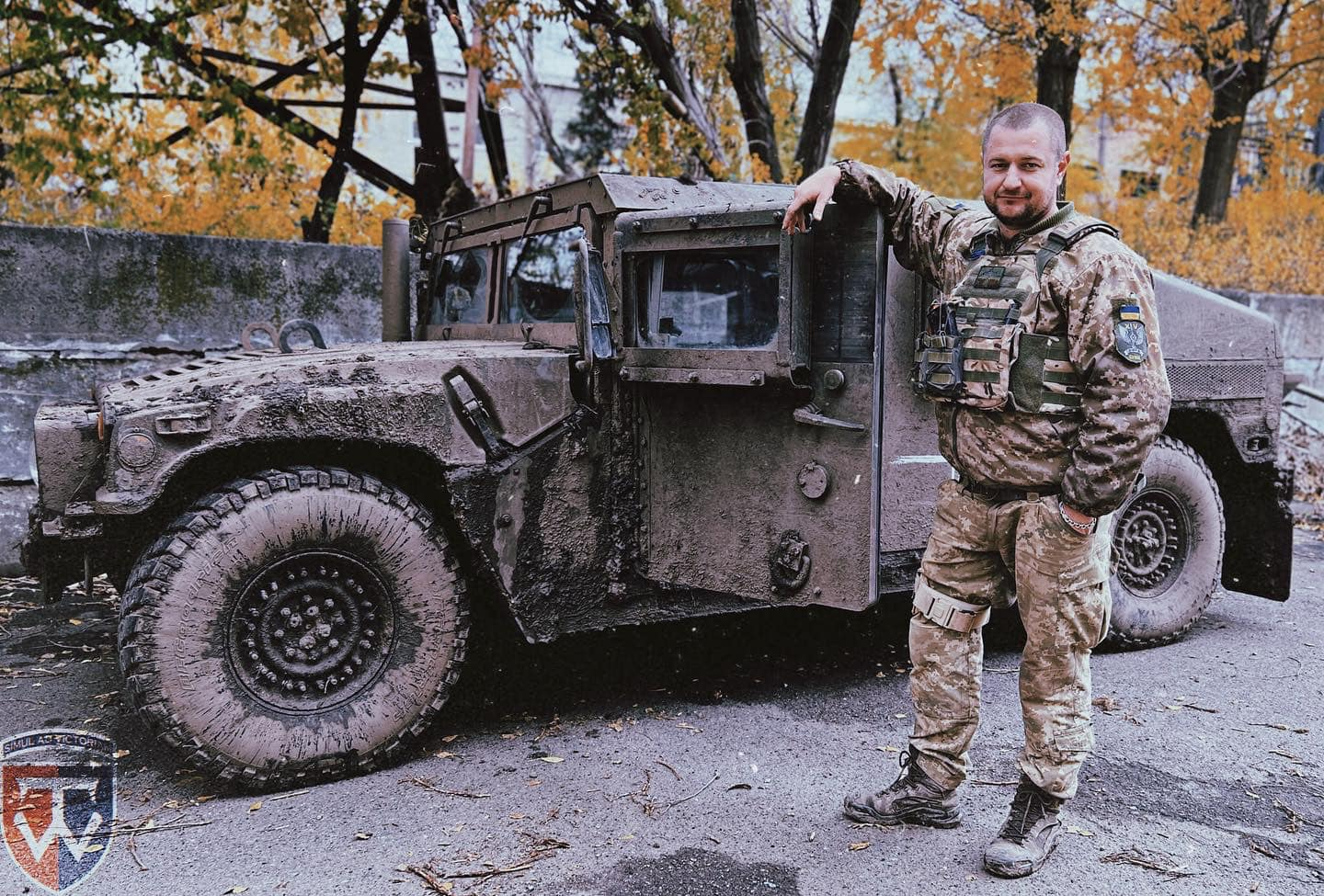

### ロシアのウクライナ侵攻

#### 北部・スームィ戦線
2022年2月24日、ロシアのウクライナ侵攻でロシアと国境を接する北部スームィ州に配備され、第2親衛諸兵科連合軍、第90親衛戦車師団の攻勢をフルーヒウで撃退した。

#### 北部・チェルニーヒウ戦線
2022年3月、北部チェルニーヒウ州チェルニーヒウ地区に再配置され、第1独立戦車旅団の救援でチェルニーヒウ包囲と首都キーウ進軍を狙う第2親衛諸兵科連合軍、第41諸兵科連合軍、第90親衛戦車師団の攻勢を撃退し、4月にロシア軍はチェルニーヒウ方面から撤退した。

#### 東部・セベロドネツク戦線
2022年5月、激戦地の東部ルハーンシク州セヴェロドネツィク地区に再配置されたが、第5諸兵科連合軍、第8親衛諸兵科連合軍、第58諸兵科連合軍、第1軍団、第2親衛軍団、第90親衛戦車師団の攻勢で7月に防御していたリシチャンシクが陥落し、ロシア軍はルハーンシク州全域を占領した。

#### 東部・バフムート戦線
2022年5月、第13独立自動車化歩兵大隊が東部ドネツィク州バフムート地区に再配置され、マキシム・キリチュク大隊長が戦死した。7月に全隊が再配置されてバフムート市を防御し、12月に第57独立自動車化歩兵旅団と交代で後方に移動した。

#### 東部・南ドネツク戦線
2023年10月、東部ドネツィク州ヴォルノヴァーハ地区に再配置され、ウクライナ海兵隊と交代でヴェリカ・ノヴォシルカ方面に展開した。11月に第13独立自動車化歩兵大隊が分遣された。2024年9月には第72独立機械化旅団の救援でヴフレダール方面の後方連絡線を維持して撤退支援した。

#### 東部・アウディーイウカ戦線
2023年11月、第13独立自動車化歩兵大隊が激戦地の東部ドネツィク州ポクロウシク地区に再配置され、友軍の救援でアウディーイウカ方面に展開した。
2024年8月23日、ウォロディミル・ゼレンスキー大統領より、勇気と勇敢さに対する栄誉賞を授与された。

## 編制
- 旅団司令部（コノトプ）
- 第13独立自動車化歩兵大隊（ヴォロニジ）
- 第15独立自動車化歩兵大隊（ステツキウカ）
- 第16独立自動車化歩兵大隊（フルーヒウ）
- 戦車大隊
- 第1小銃大隊
- 第2小銃大隊
- 第60独立小銃大隊
- 旅団砲兵群
  - 本部中隊
  - 榴弾砲大隊
  - 対戦車砲大隊
- 防空大隊

- 工兵大隊
- 整備大隊
- 兵站大隊
- 偵察中隊
- 通信中隊
- レーダー中隊
- NBC防護中隊
- 衛生中隊
- 狙撃小隊

## 2017年編制
- 旅団司令部（コノトプ）
- 第13独立自動車化歩兵大隊（チェルニーヒウ）
- 第15独立自動車化歩兵大隊（スームィ）
- 第16独立自動車化歩兵大隊（ポルタヴァ）
- 旅団砲兵群
  - 本部中隊
  - 榴弾砲大隊
  - 対戦車砲大隊
- 防空大隊
- 戦車中隊

- 偵察中隊
- 工兵中隊
- 整備中隊
- 兵站中隊
- 通信中隊
- 衛生中隊
- 狙撃小隊

## 出身者
- アンドリー・イワシコ